# 肝油
| 項目                                    | 分量（g） |
| --------------------------------------- | --------- |
| 脂肪                                    | 100       |
| 飽和脂肪酸                              | 22.608    |
| 14:0（ミリスチン酸）                    | 3.568     |
| 16:0（パルミチン酸）                    | 10.63     |
| 18:0（ステアリン酸）                    | 2.799     |
| 一価不飽和脂肪酸                        | 46.711    |
| 16:1（パルミトレイン酸）                | 8.309     |
| 18:1（オレイン酸）                      | 20.653    |
| 20:1                                    | 10.422    |
| 22:1                                    | 7.328     |
| 多価不飽和脂肪酸                        | 22.541    |
| 18:2（リノール酸）                      | 0.935     |
| 18:3（α-リノレン酸）                    | 0.935     |
| 18:4（ステアリドン酸）                  | 0.935     |
| 20:4（未同定）                          | 0.935     |
| 20:5 n-3（エイコサペンタエン酸（EPA）） | 6.898     |
| 22:5 n-3（ドコサペンタエン酸（DPA））   | 0.935     |
| 22:6 n-3（ドコサヘキサエン酸（DHA））   | 10.968    |

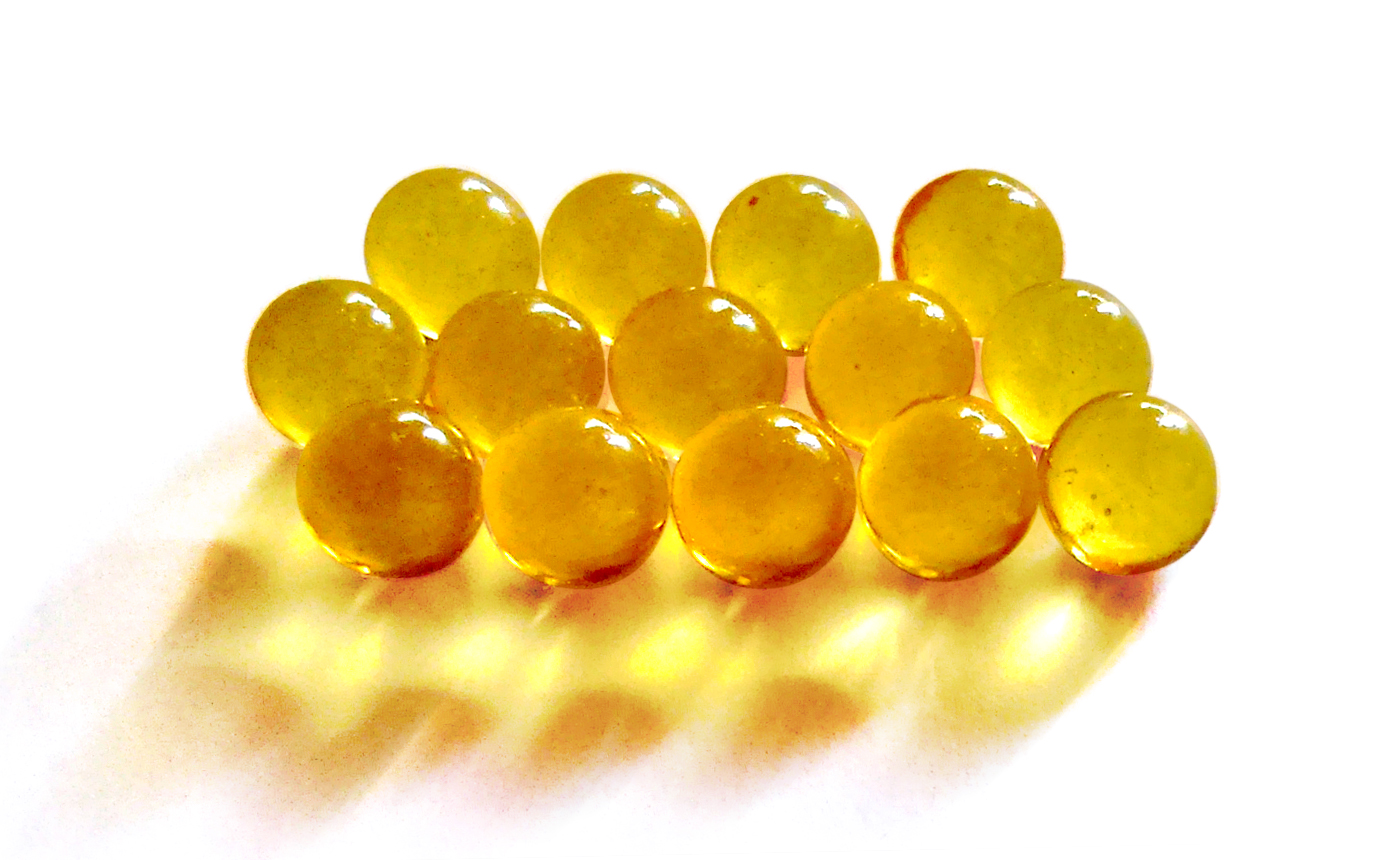
肝油

肝油（かんゆ）は、タラやサメ、エイの肝臓に含まれる液体、およびそれから抽出した脂肪分。サメやエイなどの軟骨魚類は浮き袋を持たないため、海水より比重の軽い油を肝臓に蓄え、浮力を得ている。また、無顎類の一種であるヤツメウナギ（カワヤツメ）からも肝油が抽出される。

## 利用
主な成分にビタミンA、ビタミンD、スクアレン（スクワレン）、アルキルグリセロール類、脂肪酸 があり、医薬品やサプリメントとして用いられる。

## 食品
日本では、明治17年（1884年）に初めて国産肝油Cod Liver Oilが伊藤千太郎商会（現在のワカサ）より発売された。この当時、肝油精製は完全な精製でなく肝油独特の臭気が残り、現在の様な甘味も含まれていない液体薬品であった。明治41年（1908年）、初代帝国大学医科大学薬物学教授であった高橋順太郎の創案した精製方法により純良で消化性の良い肝油の抽出が可能になり、三共薬品合資会社から発売された。肝油に糖分を加えたのは高橋氏改良肝油が初めてで、液体肝油シロップの原型が出来上がる。その後、1911年（明治44年）に、現在の河合製薬が成分を長期に安定化する技術を開発、ドロップ化に成功した。本来は液体のまま服用するが、ドロップに甘みをつけたことから爆発的に普及し、肝油＝ドロップのイメージが固定化した。戦後には、学校給食などの栄養補助として用いられた。
現在では、河合製薬のドロップ以外にも深海鮫の肝油カプセルなど、多くの会社から多様な製品が供給されている。なお、現在の河合製薬の肝油ドロップは、魚の油からではなく日本薬局方に添って作られたビタミン類を混ぜ合わせたビタミン剤である。河合製薬の製品にはカルシウム主体の物や、ビタミンC主体の物もある。

## 医薬品
医薬品の主な効能はとり目・くる病の予防、目の乾燥感の解消などがあげられる。
用法・用量を誤って服用した場合、ビタミンAの過剰摂取により急性中毒や慢性中毒を引き起こす可能性がある。この他に、下痢、腹痛、嘔吐、皮膚のかゆみなどが発症する場合があるが、一時的なもので自然に治る。

## 研究
アルキルグリセロール類には、血小板活性化因子の生産を促進させ、白血球、血小板を増加させる作用があることがわかっている。デンマークの研究では、子宮がん患者の放射線治療での副作用が軽減したことが報告されている。日本では、B型、C型慢性肝炎患者で自覚症状、肝機能指標の改善報告がある。
基礎研究では、肝臓がん、膀胱がんなどの血管新生を阻害することが認められた。しかし、がん患者での臨床試験では明白な有効性は確認されていない。